# Gure kasa (programa de televisión)
| Gure kasa     | Gure kasa |
| ------------- | --- |
| Formato       | Programa de televisión                                                                                           |
| Presentadores | Julen Telleria Antton Telleria Ainhoa Etxebarria (antes) Zuriñe, Gorane, La Jaio y Virginia (Aitziber Garmendia) |
| Duración      | 60 minutos |
| Lengua        | Euskera |
| Productores   | New Digital Media Euskadi S.L. Orio Produkzioak S.A. (antes)                                                     |
| Canal de TV   | ETB1 |
| Horario       | De lunes a jueves 21:30                                                                                          |
| Emisión       | 2 de octubre de 2017 – 5 de julio de 2020                                                                        |
| Temporadas    | 3 |

Gure kasa (en lengua vasca, Por nuestra cuenta) es una emisión de televisión en euskera de ETB1, dirigida especialmente a los jóvenes. 
Los presentadores son los hermanos Julen Telleria y Antton Telleria (que presentaron junto a Ainhoa Etxebarria durante los primeros 3 meses del programa). La actriz y cómica Aitziber Garmendia da el toque de humor como tercera presentadora. Aitziber interpreta varios personajes y va cambiando: empezó con Zuriñe, pero también Gorane, La Jaio o Virginia.

## Temporadas
| Temporada | Temporada | Emisiones | Estreno    | Final      | Audiencias   | Audiencias |
| Temporada | Temporada | Emisiones | Estreno    | Final      | Espectadores | Cuota      |
| --------- | --------- | --------- | ---------- | ---------- | ------------ | ---------- |
|           | 1         | 158 + 1   | 02/10/2017 | 02/07/2018 | ----         | 1,6%       |
|           | 2         | 159       | 10/09/2018 | 02/07/2019 | ----         | 1,4%       |
|           | 3         | 51        | 02/09/2019 | 05/07/2020 | ----         | 1,6%       |
| Total     | Total     | 317 + 1   | 02/10/2017 | 05/07/2020 | -----        | 1,5%       |